# O Noviço (telenovela)
O Noviço é uma telenovela brasileira produzida e exibida pela TV Globo de 2 a 27 de junho de 1975, em 20 capítulos. Substituiu Helena e foi substituída por Senhora, sendo a 5ª "novela das seis" exibida pela emissora, tendo sido produzida em preto-e-branco.
Escrita por Mário Lago e baseada na peça homônima de Martins Pena, teve supervisão geral de Herval Rossano.
Contou com Pedro Paulo Rangel no papel do noviço.

## Enredo
De olho na herança da viúva Florência, o vigarista Ambrósio a corteja e trata de tirar seus herdeiros do caminho, como o sobrinho de criação Carlos, logo enviado para um mosteiro. Os dois filhos da viúva, Juca e Emília, são ameaçados com o mesmo destino.
Carlos se torna noviço, mas, sem nenhuma vocação, inferniza a vida dos frades. Além disso, namora Emília, com quem sonha casar-se. Ele foge várias vezes do mosteiro, mas sempre é capturado. Em uma dessas fugas, ele se envolve com Flávio, sujeito inescrupuloso que conhece o passado de trapaças de Ambrósio, e Rosa, a primeira mulher a se casar com o aproveitador e a ter seus bens roubados.
Através de Flávio e Rosa, Carlos consegue desmascarar Ambrósio. No fim, depois de passar um período foragido, o vigarista acaba preso, e Carlos conquista sua liberdade. Sai do mosteiro pela porta da frente e se casa com Emília.

## Elenco
| Interprete           | Personagem      |
| -------------------- | --------------- |
| Pedro Paulo Rangel   | Carlos          |
| Jorge Dória          | Ambrósio        |
| Isabel Ribeiro       | Florência       |
| Maria Cristina Nunes | Emília          |
| Fábio Mássimo        | Juca            |
| Marilu Bueno         | Rosa            |
| Luís Linhares        | Flávio          |
| Haroldo de Oliveira  | Josué           |
| Germano Filho        | Abade           |
| André Valli          | Padre Mestre    |
| Luiz Magnelli        | Meirinho Xenxém |
| Lajar Muzuris        | Zé Piaba        |
| Jotta Barroso        | Sebastião       |
| Pedro Veras          | Noviço          |
| Eliano Medeiros      | Noviço          |
| Marcelo Heleno       | Noviço          |
| Jacy Nascentes       | Noviço          |
| Luiz Carlos Buruca   | Noviço          |

## Produção
Essa foi a segunda mininovela produzida pela TV Globo. O objetivo era tornar o horário das 18 horas fixo para novelas na emissora.
Teve cenas gravadas no Pontal da Barra da Tijuca, no largo do Boticário e nos estúdios da Globo no Rio de Janeiro. Para as cenas em flashback, foram construídos alguns cenários especiais, com produção de Arlindo Rodrigues. Estes  possuíam fundo neutro e eram emoldurados pelo cenário principal.
Foi a última novela do horário a ser exibida em preto-e-branco pela emissora. De todos os 20 capítulos apenas poucas cenas e a abertura foram preservadas nos acervos da TV Globo.

## Exibição
Foi reprisada entre 26 de julho e 20 de agosto de 1976, às 13h30, substituindo sua sucessora original Senhora e sendo substituída por A Moreninha.